# AMC AMX
O AMC AMX é um modelo esportivo compacto produzido pela American Motors Corporation (AMC) entre 1968 e 1970, desenvolvido com base no AMC Javelin. Sendo um dos únicos muscle cars de 2 lugares à venda nos Estados Unidos na época, o seu principal concorrente era o Chevrolet Corvette C3, sendo mais barato que seu rival, e originalmente estava disponível com motores V8 de 4.8, 5.6, ou 6.4 litros (um V8 de 5.9 litros foi oferecido em 1970).

## Performance
Teste de um AMX 390 por Car and Driver (1968):
- 0–60 mph: 6.5 s
- 0-62 mph: 6.7 s
- 0–100 mph: 16.3 s
- 1/4 de milha: 14.8 s @ 95 mph (153 km/h)
- Velocidades máxima: 122 mph (196 km/h)

Teste de um 390 AMX por Motor Trend (1969):
- 0–60 mph: 6.56 s
- 1/4 de milha: 14.68 s @ 92 mph (148 km/h)